# Anne de Guigné
Jeanne Marie Josèphe Anne de Guigné (Annecy-le-Vieux, Alta Saboya, 25 de abril de 1911-Cannes, Alpes Marítimos, 14 de enero de 1922) fue una niña católica francesa que actualmente ostenta el tratamiento de Venerable por la Iglesia Católica.

## Familia
Anne era la mayor de cuatro hermanos. Su padre era el conde Jacques de Guigné, segundo teniente del 13.º Batallón. Su madre era Antoinette de Charette, nacida el 19 de septiembre de 1886; sobrina nieta de François de Charette, el conocido general que dirigió a los soldados de Francia en la batalla de Patay. La bisabuela materna de Anne, Louise de Bourbon, condesa de Vierzon, era hija natural de Fernando Duque de Berry, el segundo hijo del rey francés Carlos X, lo que la convierte en descendiente directa de Luis XIII, Luis XIV y Luis XV. Su abuela materna, Francoise Eulalie Marie Madeleine de Bourbon-Busset, era descendiente directa del sexto hijo del rey Luis IX, Roberto, conde de Clermont.
Anne era una niña celosa, soberbia y desobediente. El 29 de julio de 1915, el padre de Anne murió liderando un ataque contra los alemanes en la Primera Guerra Mundial. Cuando su madre le comunicó la noticia a Anne, con madura comprensión ella le respondió a su madre que su padre se había elevado con los ángeles. A partir de ese día, Anne cambió de radicalmente de actitud, y se esforzó mucho para complacer a su madre. Se volvió una niña muy religiosa, volcándose a la oración constante y los sacrificios.

## Muerte
Anne comenzó a sufrir de fuertes dolores en la cabeza y en la columna. El médico descubrió que tenía meningitis, enfermedad que la obligó a quedar postrada en su cama. Durante sus últimos días de vida, Anne repetía constantemente: «Dios mío, quiero todo lo que Tú quieras».
Anne murió a las 5:25 de la mañana del sábado 14 de enero de 1922, a los 10 años de edad.

## Causa de beatificación
Anne de Guigné fue declarada Venerable el 3 de marzo de 1990 por el Papa Juan Pablo II.